# Communauté de communes de Ventadour - Égletons - Monédières
Une proposition de fusion est en cours entre Pays d'Égletons et Communauté de communes de Ventadour - Égletons - Monédières.
La communauté de communes de Ventadour – Égletons – Monédières (ou CC VEM) est une communauté de communes française, située dans le département de la Corrèze et la région Nouvelle-Aquitaine.
C'est un établissement public de coopération intercommunale qui intervient dans les domaines du développement économique, des équipements sportifs et de loisirs, de l’enfance et de la jeunesse, du patrimoine, de l’habitat, des rivières, de l’aménagement du territoire, et de la culture.

## Historique
L'intercommunalité s'est structurée et développée progressivement à partir de 1987
- En 1987, une dizaine de communes décident de collaborer et créent une association intercommunale de développement local nommée Doustre-Luzège-Ventadour (DLV), prémisse de la mise en place de la structure actuelle.

- 1995 : Darnets, Lapleau, Moustier-Ventadour, Rosiers-d’Egletons et Soudeilles décident de créer une communauté de communes et en saisissent le Préfet.

- 1997 : Arrêté préfectoral du 29 décembre[2] créant la communauté de communes du pays de Ventadour, du Doustre et de la Luzège avec comme compétences la ZA de Bois-Duval, l'Ouvrage théâtral permanent, la valorisation des églises et du site de Ventadour.

- 2001 :  Égletons, Champagnac-la-Noaille, Le Jardin, Montaignac-Saint-Hippolyte et Saint-Yrieix-le-Déjalat rejoignent la communauté, la portant à 10 communes.

- 2002 : La communauté se dote de nouvelles compétences : enfance-jeunesse, création d'équipements sportifs, restauration des rivières, chemins de randonnée, habitat, animation du pays d'Égletons, extension de la ZI de Tras-le-bos... Adhésion d'une nouvelle commune.
- 2003 : Adhésion de Saint-Merd-de-Lapleau, Saint-Hilaire-Foissac et Péret-Bel-Air.

- 2004 : Création du service enfance-jeunesse : transfert de 16 agents des communes à la communauté de communes.

- 2006 : Ajout de nouvelles compétences : la voirie, la gestion de l'espace, l'assainissement non-collectif et le tourisme. 
Changement de nom de Communauté de communes du Pays de Ventadour, du Doustre et de la Luzège en Communauté de communes de Ventadour.

- 2008 : Marcillac-la-Croisille, Lafage-sur-Sombre, Laval-sur-Luzège et Chapelle-Spinasse rejoignent l'intercommunalité.

- 2017 : intégration de Chaumeil, Meyrignac-l'Église et Sarran (Corrèze) issues de la dissolution de la Communauté de communes des Monédières ; l'intercommunalité est alors renommée Communauté de Communes de Ventadour – Égletons – Monédières[3].

- En 2021, la CC VEM prend la compétence organisation de la mobilité[4].
- 2022 : la communauté de communes compte désormais 19 communes à la suite de la fusion de Montaignac-Saint-Hippolyte et Le Jardin pour former Montaignac-sur-Doustre.

## Territoire communautaire

### Géographie
Le territoire communautaire est structuré autour des trois bourgs-centres d'Égletons, de Lapleau et de Marcillac-la-Croisille.
Égletons, accessible depuis l’autoroute A89 et renommée pour son pôle de formation en travaux publics et génie civil, est le principal pôle commercial et économique de l'intercommunalité.
Le territoire communautaire est notamment structuré autour des activités agricoles, notamment avec l'élevage extensif bovin. La filière bois est active autour des forêts de feuillus et de résineux et le tourisme est favorisé par la diversité des paysages et la qualité de l’environnement, et son patrimoine notamment constitué par :
- Le château de Ventadour, l'édifice médiéval majeur de la Corrèze qui a donné son nom à l'intercommunalité ;
- Le Viaduc des Rochers Noirs et la Transcorrézien ;
- De nombreux paysages remarquables de vallées, forêts, montagnes et gorges (Cirque de Péret Bel Air, Gorges de la Dordogne…), zones humides, rivières poissonneuses et préservées (La Luzège…), faune riche et diversifiée (brame du Cerf, rapaces…) ;
- Égletons labellisée Ville Patrimoine du XXIe siècle ;
- Le site de la Valette, sa station sport nature ;
- Le lac du Deiro ;
- Le massif des Monédières et le Suc au May[5]…

### Composition

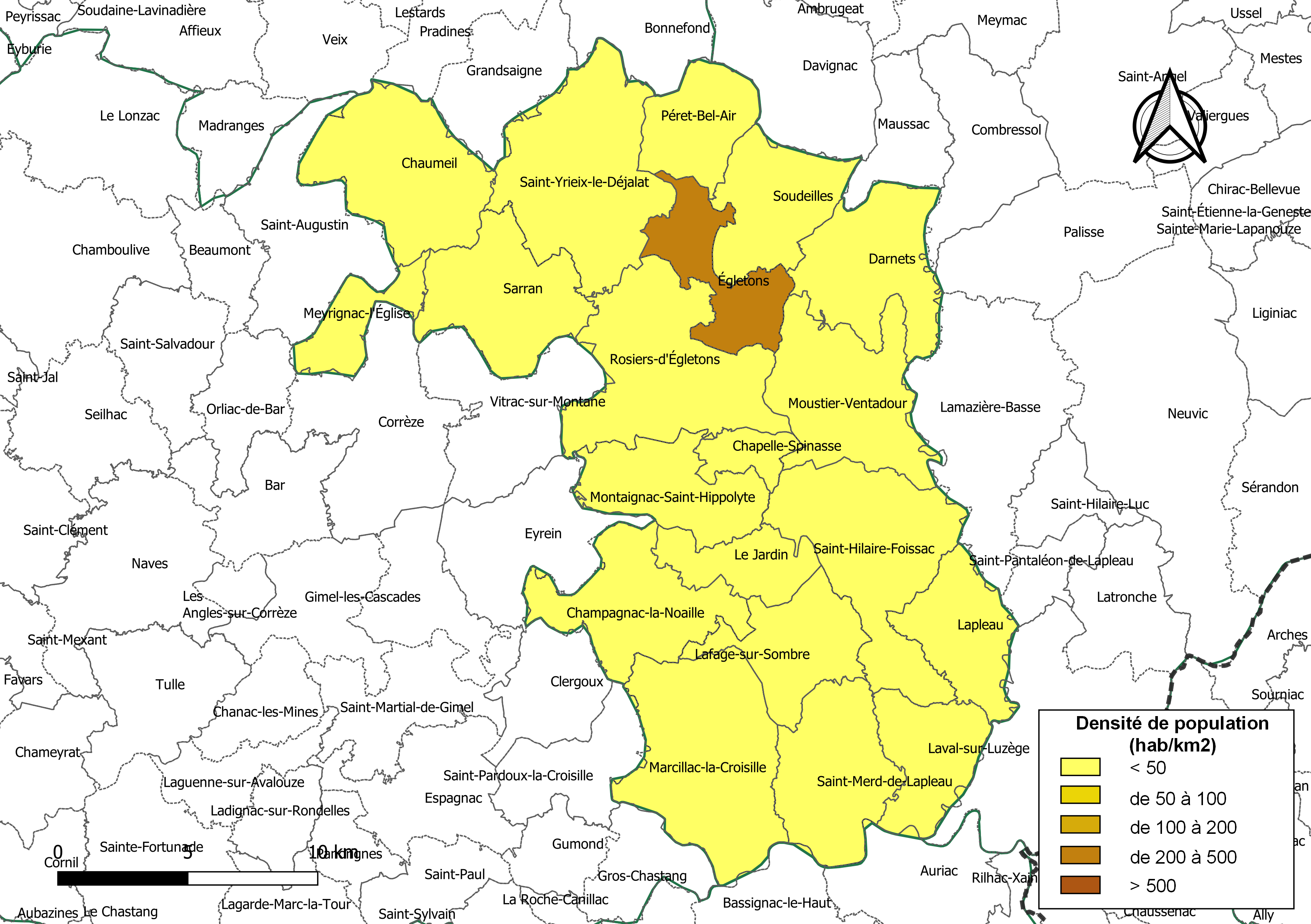
Carte des densités de population (millésimée 2016) des communes de la communauté de communes de Ventadour - Égletons - Monédières. Composition en communes au 1er janvier 2019.

En 2023, la communauté de communes est composée des 19 communes suivantes :

| Nom                     | Code Insee | Gentilé       | Superficie (km2) | Population (dernière pop. légale) | Densité (hab./km2) |
| ----------------------- | ---------- | ------------- | ---------------- | --------------------------------- | ------------------ |
| Lapleau (siège)         | 19106      | Lapleaucois   | 17,76            | 386 (2022)                        | 22                 |
| Champagnac-la-Noaille   | 19039      | Champagnacois | 25,47            | 230 (2022)                        | 9                  |
| Chapelle-Spinasse       | 19046      | Chapellois    | 5,89             | 113 (2022)                        | 19                 |
| Chaumeil                | 19051      | Chaumeillois  | 31,7             | 166 (2022)                        | 5,2                |
| Darnets                 | 19070      | Darnetziens   | 25,42            | 309 (2022)                        | 12                 |
| Égletons                | 19073      | Égletonnais   | 16,85            | 4 336 (2022)                      | 257                |
| Lafage-sur-Sombre       | 19097      | Fageous       | 18,94            | 135 (2022)                        | 7,1                |
| Laval-sur-Luzège        | 19111      |               | 16,94            | 102 (2022)                        | 6                  |
| Marcillac-la-Croisille  | 19125      | Marcillacois  | 38,69            | 853 (2022)                        | 22                 |
| Meyrignac-l'Église      | 19137      |               | 10,22            | 63 (2022)                         | 6,2                |
| Montaignac-sur-Doustre  | 19143      |               | 32,7             | 634 (2022)                        | 19                 |
| Moustier-Ventadour      | 19145      | Moustiérois   | 29,85            | 430 (2022)                        | 14                 |
| Péret-Bel-Air           | 19159      | Pérétois      | 15,49            | 84 (2022)                         | 5,4                |
| Rosiers-d'Égletons      | 19176      | Rosierois     | 38,18            | 1 087 (2022)                      | 28                 |
| Saint-Hilaire-Foissac   | 19208      |               | 36,92            | 191 (2022)                        | 5,2                |
| Saint-Merd-de-Lapleau   | 19225      |               | 24,5             | 193 (2022)                        | 7,9                |
| Saint-Yrieix-le-Déjalat | 19249      | Arédiens      | 40,33            | 329 (2022)                        | 8,2                |
| Sarran                  | 19251      | Sarranais     | 26,09            | 274 (2022)                        | 11                 |
| Soudeilles              | 19263      | Soudeillois   | 20,39            | 297 (2022)                        | 15                 |

### Démographie
| 1968   | 1975   | 1982   | 1990   | 1999  | 2006   | 2011   | 2016   | 2022   |
| ------ | ------ | ------ | ------ | ----- | ------ | ------ | ------ | ------ |
| 10 668 | 10 894 | 10 645 | 10 450 | 9 979 | 10 269 | 10 463 | 10 215 | 10 212 |

## Organisation

### Siège
Le siège de la communauté de communes est à Lapleau, La Gentilhommière, carrefour de l'Epinette.

### Les élus
Le conseil communautaire de la communauté de communes se compose de 40 conseillers, élus pour une durée de six ans.
Ils sont répartis comme suit :
| Nombre de conseillers | Communes               |
| --------------------- | ---------------------- |
| 16                    | Égletons               |
| 4                     | Rosiers-d'Égletons     |
| 3                     | Montaignac-sur-Doustre |
| 2                     | Marcillac-la-Croisille |
| 1 (+1 suppléant)      | les 15 autres communes |

### Présidence
Au terme des élections municipales de 2020 dans la Corrèze, le conseil communautaire renouvelé a réélu son président, Francis Dubois, maire de Lapleau. Celui-ci ayant été élu député lors des élections législatives de 2022, contraint par la législation limitant le cumul des mandats en France, a démissionné de ses mandats de maire et de président de l'intercommunalité. Le conseil communautaire du 29 juillet 2022 a élu son successeur, Charles Ferré, maire d'Égletons, ainsi que ses 7 vice-présidents, qui sont  : 
1. Jean-Louis Bachellerie, maire de Marcillac-la-Croisille, chargé de la politique territoriale et de la communication ;
2. Jean-Claude Besseau, maire de Montaignac-Saint-Hippolyte,  chargé des finances du développement économique des ordures ménagères et déchets assimilés ;
3. Jean-Noël Lanoir, maire de Laval-sur-Luzège chargé des travaux de l’urbanisme et l’environnement ;
4. Denise Peyrat, maire-adjointe d'Égletons chargée de l’enfance jeunesse ;
5. Jean Boinet, conseiller municipal de Rosiers-d'Egletons, chargé des affaires culturelles patrimoniales et tourisme[11] ;
6. Patricia Dubouchaud, maire-adjointe d'Égletons, chargée des affaires sociales du sport et de la vie associative ;
7. Jean-François Lafon, chargé des ressources humaines de l’agriculture de la ruralité et de l’aménagement du territoire.

| Période      | Période                   | Identité           | Étiquette   | Qualité |
| ------------ | ------------------------- | ------------------ | ----------- | --- |
| 1998         | 2008                      | Jean Boinet        | PS          | Ingénieur géomètre Maire de Rosiers-d'Égletons (1983 → 2020) |
| 2008         | août 2014                 | Michel Paillassou, | UMP         | Maire d'Égletons (2008 → 2014) Conseiller général d'Égleton (2005 → 2014) Mort en fonction                                                                                               |
| août 2014    | juillet 2022              | Francis Dubois     | DVD puis LR | Technicien au sein d'un groupe coopératif agricole Maire de Lapleau (2001 → 2022) Député de la Corrèze (1re circ.) (2022 → 2024) Démissionnaires à la suite de son élection comme député |
| juillet 2022 | En cours (au 6 mars 2023) | Charles Ferré      | LR          | Maire d’Égletons (2014 → ) |

### Compétences
L'intercommunalité exerce les compétences qui lui ont été déléguées par les communes membres, dans les conditions définies par le code général des collectivités territoriales. Il s'agit de[réf. nécessaire] : 
- Développement économique
- Habitat

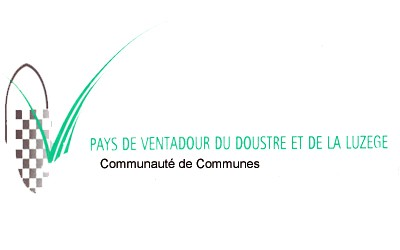
Ancien logo de la communauté de communes du Pays de Ventadour, du Doustre et de la Luzège

- Réalisation d'équipements sportifs et de loisirs
- Mise en valeur de l'environnement
- Développement touristique
- Enfance-jeunesse
- Réalisation d'équipements culturels
- Valorisation du patrimoine
- Aménagement du territoire
- Voirie structurante

### Régime fiscal et budget
La communauté de communes est un établissement public de coopération intercommunale à fiscalité propre.
Afin de financer l'exercice de ses compétences, l'intercommunalité perçoit la fiscalité professionnelle unique (FPU) – qui a succédé à la taxe professionnelle unique (TPU) – et assure une péréquation de ressources entre les communes résidentielles et celles dotées de zones d'activité.
Elle ne reverse pas de dotation de solidarité communautaire (DSC) à ses communes membres.

### Organismes de regroupement
Le syndicat mixte du pays de Haute-Corrèze Ventadour regroupe l'intercommunalité et Haute-Corrèze Communauté, afin de réaliser du schéma de cohérence territoriale (SCoT) de son territoire, accompagner la mise en œuvre de plusieurs autres compétences (étude habitat, contrat de ruralité, contrat de région, etc.) et de mener l'animation du Pays d’art et d’histoire des Hautes terres Corréziennes et de Ventadour, dont la CC VEM fait partie depuis 2011

## Projets et réalisations
Conformément aux dispositions légales, une communauté de communes a pour objet d'associer des « communes au sein d'un espace de solidarité, en vue de l'élaboration d'un projet commun de développement et d'aménagement de l'espace ».